# 후쿠이평야

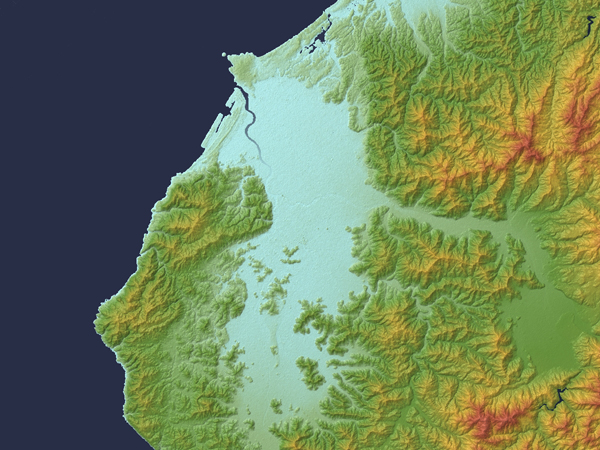
후쿠이평야의 위성 지형도

후쿠이평야(일본어: 福井平野 후쿠이헤이야[*])는 일본 후쿠이현의 레이호쿠 지방에 펼쳐진 평야이다. 후쿠이현 내 최대 넓이의 평야로 면적이 현 전체 면적의 1/4, 거주 인구는 현 전체 인구의 60%가 거주하고 있다.
원래는 내해였던 곳이었으나 구즈류강과 그 지류인 아스와강, 히노강의 퇴적 작용으로 만들어진 충적평야로 남북 길이 약 40 km, 동서 길이 약 10-15 km로 남북 길이가 훨씬 길다. 몬주산을 기준으로 남쪽을 사바타케분지, 구즈류강 북쪽을 사카이평야,로 나누어 사바타케분지와 사카이평야 사이 중앙 지역을 좁은 의미에서 후쿠이평야라고 부르기도 한다.

## 역사
역사적으로 후쿠이평야는 도다이지의 장원 지역이었던 곳이었다. 서기 479년경(덴표쇼호 원년)부터 도다이지가 방치된 야산을 점유하거나 11세기 이후 기진으로 간전 기진, 매입으로 이루어진 장원을 꾸려가며 후쿠이평야의 광범위한 지역을 사유지로 점유하였다. 그 결과 사찰령 토지로 에치젠국의 개발을 맡으며 더불어 후쿠이평야의 수확물을 구즈류강을 통해 운송하여 경제적으로 수익을 얻는 일종의 사찰이 지주가 되는 봉건제적 장원 형식 구조가 자리잡았다. 에도 시대 이후에는 후쿠이번이 자리잡았으며 지속적으로 치수개발이 이루어져 레이호쿠 지방의 대규모 농사지대로 경지면적은 확대되었으나 구즈류강의 치수가 어려워 근대적인 후쿠이평야 대규모 농지개발은 1955년 나루카 제방 건설과 함께 사카이평야가 대규모로 경작이 시작되면서 자리잡게 되었다.
태평양 전쟁이 종전한 지 3년이 채 지나지 않은 1948년에는 후쿠이평야에 규모 M7.1의 후쿠이 지진이 발생하여 후쿠이평야 전 지역이 괴멸적인 피해를 입었다. 후쿠이현과 평야 지역을 괴멸시킨 대진재 중 하나로 꼽혔으나 지진 이후 후쿠이시, 평야 재개발 및 부흥을 이루어내며 후쿠시마는 시민헌장으로 "불사조의 도시"로 선언하는 등 후쿠이평야는 급격한 발전을 이뤄냈다.

## 지질
후쿠이평야에는 후쿠이 지진의 지진 단층인 북북서-남남동 방향(대략 10N°-20W° 방향)을 주향으로 하는 거대한 좌횡 주향이동단층이 존재한다. 후쿠이평야의 두꺼운 충적층에 덮여 정확히 관측되진 않으나, 정밀 토지조사를 통해 후쿠이평야 동부의 지하인 사카이군 아와라정 북부에서 시작해서 가나즈정, 사카이정, 마루오카정, 마쓰오카정을 지나 후쿠이시 동남쪽 부근까지 드문드문 끊어진 선으로 이어지는 길이 27 km의 "후쿠이 지진 단층"과 약 3 km 동쪽으로 평행하게 이어져 있는 길이 8 km의 "후쿠이 동쪽 지진 단층"이 존재한다고 추정된다. 이를 통째로 묶어 2004년 지진조사연구추진본부의 지진조사위원회 평가에서는 후쿠이평야 동부에 후쿠이평야 동연 단층대(福井平野東縁断層帯) 단층이 존재한다고 보고 있다.

## 참고 문헌
- 中央防災会議災害教訓の継承に関する専門調査会 (2011년 3월). 《1948 福井地震報告書》. 2019년 10월 13일에 원본 문서에서 보존된 문서. 2020년 5월 22일에 확인함.